# Bernat Deliciós
Bernat Deliciós (Montpeller, ca. 1260 - Carcassona, després de 1319) fou un francisà occità que es va oposar a la Inquisició. Va intentar defensar els càtars i també als desiddents franciscans anomenats "espirituals" i als "beguins". Va morir a la presó d'Avinyò.

## Biografia
Bernat Deliciós era lector (professor) dins del convent de Carcassona on al 1296 es venen a refugiar un bon nombre de persones perseguides per l'Inquisicion. Amb els altres religioses prenen la defensa de les víctimes i demana que s'abandoni la persecució. Al 1297 l'inquisidor Nicolas d'Abbeville acusa d'heretgia en Nicolau Faure, un burgés que havia mort feia vint anys i Bernat Deliciós s'oposa i pren la defensa del mort. Els frares menors havien acompanyat Nicolau Faure en l'agonia. Deliciós porta el cas davant el papa Bonifaci VIII. Encara que Bernat Deliciós guanya la causa, es enviat a Narbona on continua les tasques de lector.
Així, entre 1299 al 1304, Deliciós esdevé el principal líder d'un moviment de protesta dirigit contra els inquisidors d'heretgia al Llenguadoc i contra el bisbe d'Albi Bernard de Castanet. Va reunir al seu voltant representants de les ciutats d'Albi, Cordes, Carcassona, Castres i Limoux i els va mobilitzar per anar amb ell a denunciar els abusos de la Inquisició davant el rei de França Felip el Bell.
Al octubre de 1301 va aconseguir la proesa de que els presoners de la Inquisició de Carcassona passessin a les presons reials, per a disgust dels inquisidors (que, arran d'aquest afer, van excomunicar el comissari-representant especial del rei a Carcassona).
Amb la pacificació del conflicte entre Felip el Bell i el papat després de la mort de Bonifaci VIII (Octubre de 1303), Bernard Deliciós perd el suport reial. Sembla que llavors va incitar els cònsols de Carcassona a intentar un complot contra el poder reial al Llenguadoc en benefici de l'hereu del rei de Mallorca. El 1305, els cònsols de Carcassona, desenmascarats, van ser penjats per traïció, però Bernard Deliciós no estava preocupat. La benevolència del papa Climent V (1305-1314) li va oferir uns anys de pau. Però l'aparició del papa Joan XXII el 1316 va propiciar la revenja dels inquisidors al Llenguadoc. El 1317, Bernard Deliciós va ser arrestat per ordre del Papa quan havia vingut a Avinyó per defensar davant seu la causa dels '"espiritual" del seu ordre. Al final d'un procés dirigit per Bernard Gui durant el qual va ser torturat,, Bernard Deliciós va ser condemnat a cadena perpètua. Joan XXII va revocar la detenció a causa de les malaltia de l'acusat. Va morir poc després a la masmorra.
Un carrer porta el seu nom a Montpeller, així com a Tolosa i Béziers.

## Literatura
La figura de Bernat Deliciós va ser recuperada cap al final de segle xix pels moviments de la laïcitat. L'eclesiàstic occità va servir de model, a partir del llibre de l'acadèmic Barthélémy Hauréau, Bernard Délicieux i la Inquisició del Llenguadoc, publicat al 1877, contra els defensors del partit clerical francès. Una versió occitana del llibre, traduït per Ives Roqueta, va ser publicada el 1981.
Bernard Deliciós és una de les fonts d'inspiració del novel·lista Umberto Eco pel seu personatge Guillaume de Baskerville a El Nom de la Rosa. Apareix a L'Aude, la història dibuixada per Claude Pelet en un guió de Gauthier Langlois i Dominique Baudreu .